# Приганка
При́ганка (рос. Прыганка) — село у складі Крутіхинського району Алтайського краю, Росія. Адміністративний центр та єдиний населений пункт Приганської сільської ради.

## Населення
Населення — 969 осіб (2010; 1378 у 2002).
Національний склад (станом на 2002 рік):
- росіяни — 95 %